# ليندسي تايلور
ليندسي تايلور (بالإنجليزية: Lindsay Taylor)‏ مواليد 20 مايو 1981 في باواي، هي لاعبة كرة سلة أمريكية سابقة بدأت مسيرتها الاحترافية في سنة 2004. تم اختيارها من قبل فريق هيوستن كومتز خلال الدرافت. يبلغ طولها 6 قدم 8 بوصة (2.0 م). حققت المركز الثاني في دورة الألعاب الأمريكية 2003. اعتزلت اللعب في 2008.

## المسيرة الاحترافية
لعبت مع هيوستن كومتز في سنة 2004، ثم لعبت مع فينيكس ميركوري في موسم 2004–2005، ثم لعبت مع سياتل ستورم في سنة 2006، ثم لعبت مع واشنطن ميستيكس في سنة 2008.

## الميداليات
| الميدالية | المسابقة                    |
| --------- | --------------------------- |
| فضية      | دورة الألعاب الأمريكية 2003 |

## روابط خارجية
- ليندسي تايلور على موقع الاتحاد الوطني لكرة السلة النسائية (الإنجليزية)
- ليندسي تايلور على موقع كرة السلة الأوروبية.كوم (الإنجليزية)
- ليندسي تايلور على موقع كلية كرة السلة في سبورتس رفرنس.كوم (الإنجليزية)
- ليندسي تايلور على موقع بروبوليرز (الإنجليزية)
- ليندسي تايلور على موقع سبورتس رفرنس (الإنجليزية)